# Claude Bouchiat
Pour les articles homonymes, voir Bouchiat.
Claude Bouchiat, né le 16 mai 1932 à Saint-Matré (Lot) et mort le 25 novembre 2021 dans le 13e arrondissement de Paris, est un physicien français, membre de l'académie des sciences.

## Biographie
Diplômé de l'école polytechnique en 1955, il est directeur de recherche au CNRS au laboratoire de physique théorique de l’École normale supérieure de 1971 à 2003. Il devient directeur de recherche honoraire à partir de cette année.  
Son épouse Marie-Anne Bouchiat, physicienne, et leur fille Hélène Bouchiat, également physicienne, sont toutes deux membres de l'Académie des sciences.

## Distinctions
- 1980 : Élu correspondant de l'académie des sciences dans la section de Physique
- 1983 : Prix Ampère de l'Électricité de France par l'académie des sciences
- 1990 : Prix des trois physiciens par l'École normale supérieure de Paris[3]